# Matthijs de Ligt
Matthijs de Ligt, född 12 augusti 1999, är en nederländsk fotbollsspelare som spelar för Manchester United. Han representerar även Nederländernas landslag.

## Karriär

### Ajax
Den 8 augusti 2016 debuterade de Ligt för Jong Ajax i Eerste Divisie i en 1–1-match mot FC Emmen.
Den 21 september 2016 debuterade han i Ajax A-lag i en cupmatch mot Willem II. Matchen slutade med en 5–0-vinst för Ajax och De Ligt gjorde ett mål, vilket gjorde honom till klubbens näst yngsta målskytt genom tiderna efter Clarence Seedorf. Den 27 november 2016 debuterade de Ligt i Eredivisie i en 1–0-vinst över Heerenveen, där han byttes in i den 83:e minuten mot Daley Sinkgraven.
de Ligt var även en av nyckelspelarna till Ajax framgång i Champions League 2018/2019. Under denna säsong slog han sig även in i det nederländska landslaget och bildade ett av världens bästa mittbackspar på landslagsnivå, med Virgil van Dijk.

### Juventus
Den 18 juli 2019 värvades de Ligt av Juventus på ett femårskontrakt.

### Bayern München
Den 19 juli 2022 värvades de Ligt av Bayern München på ett femårskontrakt.

### Manchester United
Den 13 augusti 2024 värvades de Ligt av Manchester United på ett femårskontrakt, med en option på ett ytterligare år.